# Las Ventas de San Julián
Las Ventas de San Julián – gmina w Hiszpanii, w prowincji Toledo, w Kastylii-La Mancha, o powierzchni 6,53 km². W 2011 roku gmina liczyła 214 mieszkańców.